# Deltocyathus inusitiatus
Espèce
Deltocyathus inusitiatus est une espèce de coraux de la famille des Deltocyathidae.

## Description
Dans leur publication originale, les auteurs indiquent que les spécimens analysés mesuraient entre 11 et 13,4 mm de diamètre et entre 2,9 et 4 mm de hauteur.

## Étymologie
Son nom spécifique, du latin inusitiatus, « inhabituel, étrange, rare, extraordinaire », lui a été donné en référence à l'arrangement septal inhabituel de cette espèce. 

## Publication originale
- Kitahara & Cairns, 2009 : A Revision of the Genus Deltocyathus Milne Edwards & Haime, 1848 (Scleractinia, Caryophylliidae) from New Caledonia, with the description of a new species. Zoosystema, vol. 31, n. 2, pp. 233-248 (texte intégral) (en).